# Истгејт (Вашингтон)
Истгејт (енгл. Eastgate) насељено је место без административног статуса у америчкој савезној држави Вашингтон.

## Демографија
По попису из 2010. године број становника је 4.958, што је 400 (8,8%) становника више него 2000. године.
| Група             | 2000.         | 2010.         |
| Белци             | 3.682 (80,8%) | 3.150 (63,5%) |
| Афроамериканци    | 74 (1,6%)     | 114 (2,3%)    |
| Азијати           | 441 (9,7%)    | 1.204 (24,3%) |
| Хиспаноамериканци | 203 (4,5%)    | 248 (5,0%)    |
| Укупно            | 4.558         | 4.958         |